# Otep Shamaya
Otep Shamaya (născută la 7 noiembrie 1979, în Austin, Texas) este o interpretă, compozitoare, actriță, poet, pictor și scriitoare americană. Mai mult e cunoscută în calitate de solistă a trupei metal Otep.

## Viața personală
Otep este o lesbiană și o vegetariană declarată. Ea e cunoscută ca fiind un apărător al drepturilor animalelor. De asemeni Shamaya a ținut un discurs la 2008 Democratic National Convention.

## Discografie

### Albume de studio
| An                                        | Detalii album                                                                               | Poziții de top | Poziții de top | Poziții de top | Poziții de top |
| An                                        | Detalii album                                                                               | US             | US Ind.        | FRA            | UK             |
| ----------------------------------------- | ------------------------------------------------------------------------------------------- | -------------- | -------------- | -------------- | -------------- |
| 2002                                      | Sevas Tra - Lansare: 18 iunie 2002 - Label: Capitol (33346) - Format: CD, DI                | 145            | —              | —              | 86             |
| 2004                                      | House of Secrets - Lansare: 27 iulie 2004 - Label: Capitol (91043) - Format: CD, DI         | 93             | —              | 102            | —              |
| 2007                                      | The Ascension - Lansare: 30 octombrie 2007 - Label: Capitol (11653) - Format: CD, LP, DI    | 81             | 6              | —              | —              |
| 2009                                      | Smash the Control Machine - Lansare: 18 august 2009 - Label: Victory (529) - Format: CD, DI | 47             | 6              | —              | —              |
| 2011                                      | Atavist - Lansare: 26 aprilie 2011 - Label: Victory - Format: CD, DI                        | 61             | 10             | —              | —              |
| 2013                                      | Hydra - Lansare: 22 ianuarie 2013 - Label: Victory - Format: CD, DI                         | 133            | —              | —              | —              |
| "—" denotes a release that did not chart. |                                                                                             |                |                |                |                |

### Extended play-uri
| An   | Detalii album                                                        |
| ---- | -------------------------------------------------------------------- |
| 2001 | Jihad - Lansare: 19 iunie 2001 - Label: Capitol (33725) - Format: CD |
| 2005 | Wurd Becomes Flesh - Lansare: 2005 - Format: CD                      |

### Single-uri
| An                                        | Titlu                       | US Main. | Album                     |
| ----------------------------------------- | --------------------------- | -------- | ------------------------- |
| 2002                                      | "Blood Pigs"                | —        | Sevas Tra                 |
| 2002                                      | "Possession"                | —        | Sevas Tra                 |
| 2004                                      | "Warhead"                   | —        | House of Secrets          |
| 2007                                      | "Ghostflowers"              | —        | The Ascension             |
| 2007                                      | "March of the Martyrs"      | —        | The Ascension             |
| 2007                                      | "Breed"                     | —        | The Ascension             |
| 2008                                      | "Confrontation"             | —        | The Ascension             |
| 2009                                      | "Smash the Control Machine" | 28       | Smash the Control Machine |
| 2010                                      | "Rise, Rebel, Resist"       | —        | Smash the Control Machine |
| 2011                                      | "Fists Fall"                | —        | Atavist                   |
| 2011                                      | "Not to Touch the Earth"    | —        | Atavist                   |
| "—" denotes a release that did not chart. |                             |          |                           |

### DVD
Otep - Abominations (2004)

Otep - Live Confrontation (2009)

### Clipuri video
| An              | Titlu                       |
| --------------- | --------------------------- |
| 2001            | "T.R.I.C."                  |
| 2002            | "Blood Pigs"                |
| 2004            | "Warhead"                   |
| 2004            | "Buried Alive"              |
| 2007            | "Ghostflowers"              |
| 2007            | "Breed"                     |
| 2008            | "Confrontation"             |
| 2008            | "Crooked Spoons"            |
| 2009            | "Smash the Control Machine" |
| 2010            | "Rise, Rebel, Resist"       |
| 2010            | "Run for Cover"             |
| 2011            | "Fists Fall"                |
| "Baby's Breath" |                             |
| 2013            | "Apex Predator"             |

## Vezi și
- Otep (formație)